# Cornelis van Poelenburgh

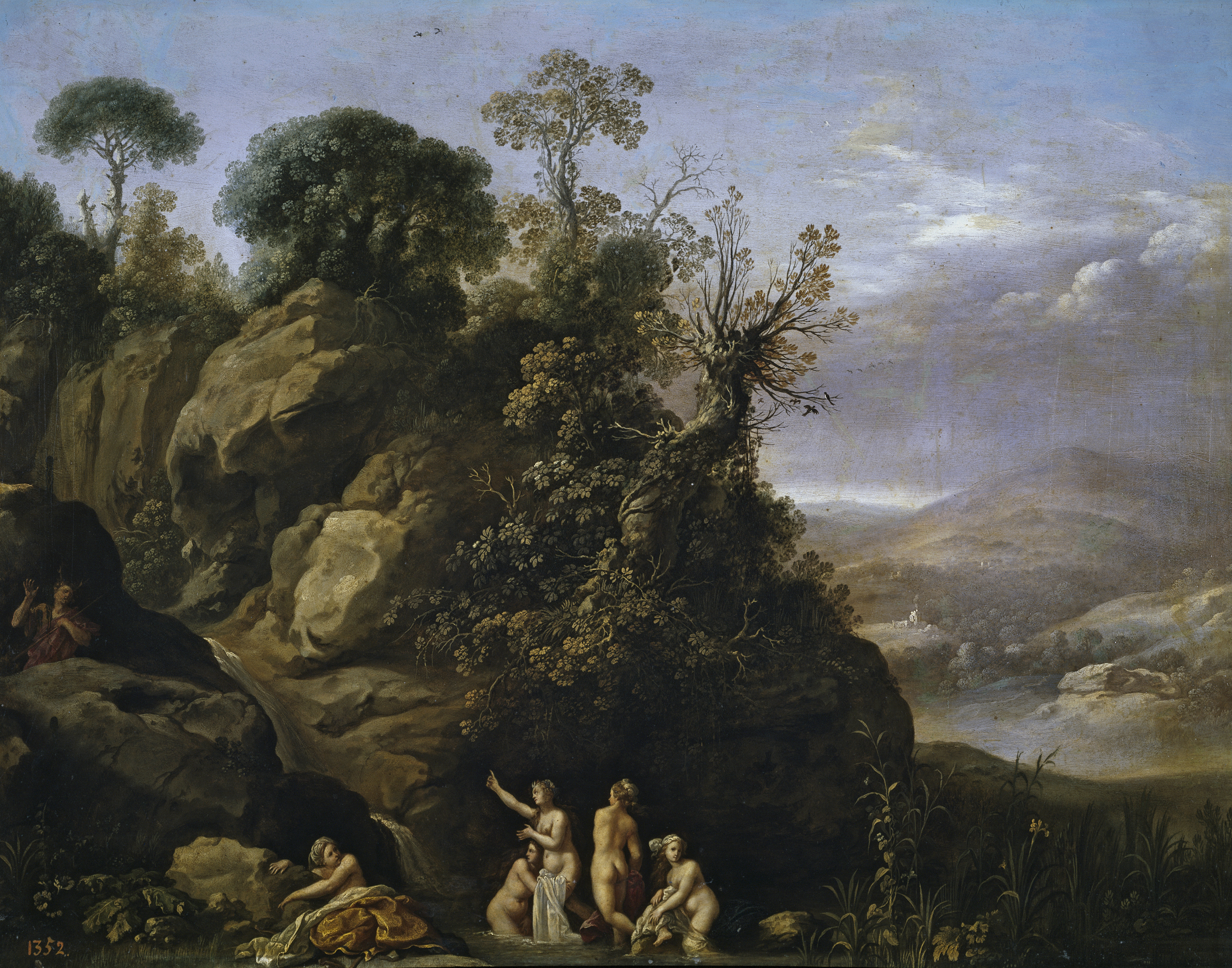
El bany de Diana, oli sobre làmina de coure, 44 x 56 cm, Madrid, Museu del Prado.

Cornelis van Poelenburch o Poelenburgh (Utrecht, ca. 1594/1595 – 1667) va ser un pintor barroc neerlandès especialitzat en la pintura de paisatges amb figures.
Va estudiar amb Abraham Bloemaert a la seva ciutat natal, residint posteriorment a Roma entre 1617 i 1625. A la Ciutat eterna va fundar amb Jan van Bijlert el grup anomenat dels Bentvueghels, que reunia als pintors nòrdics allí establerts i va aprendre l'estil de paisatge clàssic, que posteriorment va portar al seu país, sent el principal exponent d'aquest corrent juntament amb Bartholomeus Breenbergh. El 1625 i el 1626 va residir a Florència on va coincidir amb Jacques Callot. En retornar a Utrecht, la seva obra va tenir un gran èxit, sobretot en cercles aristocràtics, i va tenir nombrosos deixebles i imitadors, entre ells Dirk van der Lisse. Carles I el va cridar a Anglaterra el 1637, residint allà amb interrupcions fins al 1641 com a pintor de cambra. Va ser guia de Rubens quan aquest va visitar Utrecht el 1627.
Els seus quadres solen ser petits, sovint sobre coure, amb figures bíbliques o mitològiques, en paisatges romans o amb ruïnes antigues. Va rebre influències d'Adam Elsheimer, però les seves obres tenen colors més freds que els de l'artista alemany i no tenen el seu sentit del misteri. L'obra de Poelenburch està present en nombrosos museus d'Europa, destacant per nombre les del Museu Fitzwilliam de Cambridge. Els seus deixebles més importants i reeixits van ser Daniël Vertangen, Dirck van der Lisse, François Verwilt i Jan van Haensbergen.